# 土方対馬
土方 対馬（ひじかた つしま、生没年不詳）とは、幕末の武士。新撰組平士。
文久3年（1863年）6月に京都で壬生浪士組に加入する。翌年の池田屋事件までに離隊した。出身地、生没年、実名など不詳な点が非常に多く、対馬は名前ではなく通称である。